# Vallsjöarna (den norra)
Vallsjöarna är en sjö i Orsa kommun i Dalarna och ingår i Dalälvens huvudavrinningsområde. Den är den norra av de båda Vallsjöarna. Den andra är Vallsjöarna (den södra). De ligger båda i den sydöstra delen av Koppångens Natura 2000-område.